# Marlis Robels-Fröhlich
Marlis Robels-Fröhlich (* 5. September 1937 in Geldern) ist eine deutsche Politikerin der CDU.

## Ausbildung und Beruf
Nach dem Besuch der Volksschule und des Gymnasiums erhielt Marlis Robels-Fröhlich 1958 ihr Abitur. Nach einem Medizinstudium schloss sich eine Volontärzeit bei der Westdeutschen Werbefernsehen GmbH, Köln an. Als Sachbearbeiterin war sie 1967 bis 1970 tätig, ab 1970 wurde sie Fernsehredakteurin.

## Politik
Marlis Robels-Fröhlich ist seit 1967 Mitglied der CDU. Sie ist seit 1971 Vorstandsmitglied der Frauenunion der CDU Köln und seit 1985 Vorstandsmitglied der Landesfrauenunion. Sie wurde Mitglied der medienpolitischen Arbeitskreise auf Landes- und Bundesebene der Frauenunion, 1988 wurde sie Mitglied des Bundesfachausschusses Medienpolitik der CDU. Seit 1971 war sie ständiges Vorstandsmitglied im Ortsverband Innenstadt Nord, Köln. Von 1975 bis einschließlich 1988 war sie Mitglied des Rates der Stadt Köln und von Ende 1980 bis 1983 Mitglied der Landschaftsversammlung Rheinland.
Marlis Robels-Fröhlich war vom 31. März 1983 bis zum 31. Mai 1995 Mitglied des Landtages von Nordrhein-Westfalen. In den 9. Landtag rückte sie nach, in den 10. und 11. Landtag zog sie über die Landesliste ein.